# Grenlandzki Związek Piłki Nożnej
Grenlandzki Związek Piłki Nożnej (grl. Kalaallit Nunaanni Isikkamik Arsaattartut Kattuffiat; dun. Grønlands Boldspil-Union) – związek sportowy, działający na terenie Grenlandii autonomicznym terytorium zależnym od Danii, posiadający osobowość prawną, będący jedynym prawnym reprezentantem grenlandzkim piłki nożnej, zarówno mężczyzn, jak i kobiet, we wszystkich kategoriach wiekowych. Siedziba związku mieści się w Nuuk. Związek powstał w 1971. Nie jest zrzeszony ani w FIFA, UEFA, CONCACAF. Brak przynależności do którejkolwiek z organizacji jest spowodowany m.in. przez wieczną zmarzlinę, która uniemożliwia budowę boisk trawiastych spełniających odpowiednie wymagania. Od 2009 roku GBU należał do Międzynarodowego Związku Piłkarskiego zrzeszającego federacje, które nie mogą przystąpić do FIFA. Jednak w 2010 roku Międzynarodowy Związek Piłkarski został rozwiązany.
GBU zrzesza około 5 tysięcy piłkarzy. Prowadzi ligę piłkarską (CocaCola GM) oraz reprezentację.
28 maja 2024 ogłoszono, że Grenlandzki Związek Piłki Nożnej zgłosił wniosek o członkostwo w CONCACAF.